# Les Costes-Gozon

Les Costes-Gozon este o comună în departamentul Aveyron din sudul Franței. În 1 ianuarie 2022 avea o populație de 165 de locuitori.